# Historia A.C. Milan (od 1996)

Klubowe barwy Milanu

Historia włoskiego klubu piłkarskiego A.C. Milan od roku 1996 do dzisiaj.

## Historia Milanu 1996-2007

### Spadek formy i przełom wieków (1996-2002)

#### Sezon 1996/1997
Po latach sukcesów Fabio Capello opuścił ławkę trenerską w Milanie. Nowym szkoleniowcem został Óscar Tabárez. Efekt – porażka w Superpucharze Włoch z Fiorentiną i fatalna postawa zespołu w Serie A, który plasował się w pobliżu strefy spadkowej. Tabarez już w grudniu został zwolniony, a do Milanu powrócił Arrigo Sacchi. Jednak klub osiągał niewiele lepsze wyniki zarówno w lidze włoskiej, jak i Lidze Mistrzów.
W tej ostatniej Milan przegrał mecz decydujący o wyjściu z grupy na własnym boisku z norweskim Rosenborg BK 1:2. Po raz pierwszy rossoneri nie przeszli fazy grupowej.
Zespół mógł skupić się na rozgrywkach ligowych, ale nie pomogli nawet nowi gracze: Ibrahim Ba, Christophe Dugarry i Edgar Davids. Milan zajął ostatecznie dla wielu szokująco niskie jedenaste miejsce, jedno z najgorszych w swojej historii. Rossoneri w fatalnym stylu przegrali na wiosnę m.in. u siebie z Juventusem aż 1:6.
Ostatnia kolejka sezonu była pożegnalną dla legendy klubu, Franca Baresiego. Przez 20 lat kariery w Milanie pełnej sukcesów rozegrał 716 spotkań. Jego numer z którym występował – 6 – na zawsze został zachowany tylko dla niego.

#### Sezon 1997/1998
Do Milanu powrócił Fabio Capello, zastępując Sacchiego. Capello, opromieniony zwycięstwem z Realem Madryt w lidze hiszpańskiej nie potrafił jednak tchnąć w Milan bojowego ducha. Władze klubu wzmocniły aktywność na rynku transferowym – na San Siro pojawili się tacy gracze jak Christian Ziege, Patrick Kluivert, Jesper Blomqvist i Leonardo. Rezultaty były jednak fatalne, gorsze niż w poprzednim sezonie.
Ostatecznie mediolański klub uplasował się o jedno miejsce wyżej niż w zeszłym roku – dziesiąta pozycja i drugi raz z rzędu brak awansu do europejskich pucharów. Kwalifikacja była blisko. Milan dobrze spisywał się w Pucharze Włoch. Wygrał m.in. w pierwszym meczu 1/4 finału z Interem aż 5:0. Jednak finałowy dwumecz z S.S. Lazio Milan przegrał. Decydującą o losach pucharu bramkę strzelił Alessandro Nesta, przyszły milanista. W takich okolicznościach los trenera był przesądzony.

#### Sezon 1998/1999
Sezon rozpoczął się od zatrudnienia Alberto Zaccheroniego, który wsławił się wprowadzeniem zespołu Udinese Calcio na podium Serie A. Razem z nim w Milanie pojawili się dwaj gracze tego klubu: Oliver Bierhoff i Thomas Helveg. Gra Milanu systemem 3-4-3 przyniosła efekty w postaci szesnastego tytułu mistrzów Włoch.
Jeszcze na 7 kolejek przed końcem Milan miał 7 punktów straty do S.S. Lazio. Jednak znakomita gra zespołu, ze szczególnym uwzględnieniem Zvonimira Bobana przyniosła sukces. Okoliczności były jednak dramatyczne. W 31 kolejce Milan wygrał 3:2 z Sampdorią, po strzale rozpaczy i samobójczej bramce w 95. minucie meczu.
W 33. kolejce decydujące wydarzenie – Milan wygrał 4:0 z Empoli FC, Lazio zremisowalo wyjazdowy mecz z Fiorentiną. W tym momencie Milan wyszedł na prowadzenie w tabeli. W ostatniej kolejce wyjazd do Perugii i zwycięstwo 2:1. Szesnasty tytuł mistrzowski stał się faktem.
| Mistrzowski skład Milanu 1999: Sebastiano Rossi, Jens Lehmann, Christian Abbiati – Christian Ziege, Luigi Sala, Bruno N’Gotty, André Cruz, Thomas Helveg, Alessandro Costacurta, Francesco Coco, Samir Beloufa, Roberto Fabian Ayala, Paolo Maldini – Ibrahim Ba, Demetrio Albertini, Massimo Ambrosini, Zvonimir Boban, Leonardo, Domenico Morfeo, Federico Giunti, Giampiero Maini, Roberto Donadoni – Marco Borriello, Oliver Bierhoff, Maurizio Ganz, Andres Guglielminpietro, George Weah, Alessandro Iannuzzi, Mohammed Aliyu Datti |

#### Sezon 1999/2000
Po zdobyciu mistrzostwa Włoch oczekiwano po zespole następnych wielkich sukcesów. Jednak Milan zawodził zarówno w Serie A, jak i w Lidze Mistrzów. W tej ostatniej uzyskał bilans: 1 zwycięstwo, 3 remisy i 2 porażki, odpadając już w pierwszej fazie grupowej. W lidze Milan utrzymał się na podium, zajmując trzecie miejsce, przegrywając jednak wyraźnie z S.S. Lazio i Juventusem.
W grudniu 1999 klub obchodził swoje stulecie. Pod koniec tego roku zawodnikiem Milanu został Ukrainiec Andrij Szewczenko, który okazał się ogromnym wzmocnieniem drużyny. Już w pierwszym swoim sezonie został królem strzelców Serie A, zdobywając 24 bramki. Powtórzył tym samym wyczyn Michela Platini.

#### Sezon 2000/2001
Sezon rozpoczął się od pokonania 6-1 w dwumeczu kwalifikacyjnym Ligi Mistrzów chorwackiego Dinama Zagrzeb. Również w pierwszej fazie grupowej Mediolańczycy grali na wysokim poziomie, pokonując m.in. Barcelonę i Beşiktaş JK.
Potem nastąpiła obniżka formy, której kulminacją była porażka w pucharach z Leeds United oraz wysoka przegrana w Serie A z Juventusem. W drugiej fazie grupowej Ligi Mistrzów Milan odniósł jedno zwycięstwo, poniósł jedną porażkę i wywalczył aż 4 remisy. W ostatnim meczu z Deportivo La Coruña rossoneri potrzebowali zwycięstwa aby awansować do ćwierćfinału, jednak w dramatycznym meczu padł remis 1:1. Po tym spotkaniu Zaccheroni został zwolniony.
Wolne miejsce na ławce trenerskiej Milanu zajął były legendarny gracz zespołu, Cesare Maldini. Rozpoczął od zwycięstwa 4:0 w Serie A z Bari. Forma zespołu rosła, w jej kulminacyjnym punkcie Milan rozgromił 11 maja w derbach Mediolanu Inter Mediolan aż 6:0. Jednak później zespół znów zaczął przegrywać. Zarząd klubu postawił przed Maldinim cel, jakim było zajęcia 4. miejsca w lidze, uprawniającego do gry w eliminacjach Ligi Mistrzów. Cel nie został osiągnięty. Milan zajął szóste miejsce, kwalifikując się do Pucharu UEFA i Maldini musiał opuścić stanowisko trenera.
Obrazu sezonu dopełniło odpadnięcie Milanu w półfinale Pucharu Włoch z Fiorentiną.

#### Sezon 2001/2002
Nowym trenerem zespołu został Fatih Terim, poprzednio szkoleniowiec Fiorentiny. Do drużyny Milanu dołączyli zawodnicy tworzący trzon zespołu w późniejszych latach: Andrea Pirlo, Filippo Inzaghi i Kacha Kaladze. Jednak za kadencji Terima klub nie grał tak jak się tego spodziewano. Gdy po dłuższym okresie zespół nie zdołał awansować do czołowej piątki ligi, turecki trener został zwolniony, a jego miejsce zajął były gracz Milanu, Carlo Ancelotti.
Od momentu przejęcia przez niego drużyny zespół zaczął osiągać o wiele lepsze wyniki niż w poprzednich latach. Sezon został zakończony czwartym miejscem, co dawało Milanowi prawo gry w kwalifikacjach Ligi Mistrzów. W Pucharze Włoch Milan został wyeliminowany w półfinale przez Juventus F.C.
W rozgrywkach Pucharu UEFA Milanowi udało się dojść po raz drugi w historii do półfinału, w którym trafił na Borussię Dortmund. Jednak wyjazdowy mecz zupełnie nie wyszedł zespołowi, porażka 0:4 przekreślała raczej szanse na awans. W rewanżu gracze Milanu dali z siebie wszystko. Udało im się objąć trzybramkowe prowadzenie, jednak w końcówce stracili bramkę i mecz zakończył się wynikiem 3:1, a z nim udział Milanu w pucharach.

### Drużyna Carla Ancelottiego (2002-2005)

#### Sezon 2002/2003
| Finał Pucharu Europy 2003: Milan – Juventus 0:0, karne 3-2 - Skład Milanu: [12] Dida – [19] Costacurta ([25] Roque Junior 66'), [13] Nesta, [3] Maldini (kapitan), [4] Kaładze – [8] Gattuso, [21] Pirlo ([27] Serginho 71'), [20] Seedorf – [10] Rui Costa ([23] Ambrosini 87') – [7] Shevchenko, [9] Inzaghi - Karne dla Milanu strzelili: Serginho, Nesta i Szewczenko |

W nowym sezonie Carlo Ancelotti przygotował piłkarzy do gry nowym, innowacyjnym systemem: 4-3-1-2. System ten był idealnie dostosowany do możliwości zawodników. Milan zaczął grać piłkę nie tylko skuteczną, ale i efektowną. Mózgiem zespołu był Rui Costa, wspomagany przez pomocników: Andreę Pirlo, Clarenca Seedorfa i Gennaro Gattuso. Zgraną parę obrońców stanowili Maldini i Nesta, a ich kopią w ataku byli Inzaghi i Szewczenko. Ten ostatni był jednak przez sporą część sezonu kontuzjowany i zastąpiony przez Jona Dahla Tomassona.
Po wyeliminowaniu w kwalifikacjach Ligi Mistrzów Slovana Liberec Milan bez problemów przeszedł przez obie fazy grupowe, wygrywając po drodze m.in. z Bayernem Monachium (dwukrotnie) i Realem Madryt.
W 1/4 finału Milan zmierzył się z Ajaksem. Po bezbramkowym remisie w Holandii Mediolańczycy byli pewni awansu. Jednak mecz na San Siro nie przebiegał zgodnie z ich oczekiwaniami. Jeszcze w 90 minucie meczu był remis 2:2, który premiował awansem zespół Ajaxu. Jednak akcja rozpaczy Milanu przyniosła już w doliczonym czasie gry zwycięską bramkę. Milan był w półfinale.
W 1/2 finału doszło do historycznego wydarzenia. Po raz pierwszy w historii Milan zagrał w europejskich pucharach z innym włoskim zespołem, na dodatek z sąsiadami z Mediolanu. Oba mecze z Interem zakończyły się remisami (0:0 i 1:1). Do finału awansował Milan, który formalnie grał pierwszy mecz u siebie a drugi na wyjeździe.
To był znakomity rok dla włoskiej piłki. W finale, 28 maja, spotkały się zespoły Milanu i Juventusu. Mecz, nazwany przez brytyjską prasę „inwazją włoskiego futbolu”, pierwszy w historii finał Pucharu Europy z udziałem dwóch włoskich klubów, odbył się na stadionie Old Trafford w Manchesterze.
Po zaciętej walce padł bezbramkowy remis. Także dogrywka nie przyniosła rozstrzygnięcia, mimo wielu okazji do zdobycia bramek. O wszystkim rozstrzygnęły rzuty karne. Bohaterem Milanu został Dida, który na początku sezonu zastąpił kontuzjowanego Christiana Abbiatiego. Obronił w serii rzutów karnych 3 strzały. Ostatni, celny strzał wykonał Andrij Szewczenko i zwycięstwo w Lidze Mistrzów po dziewięciu latach stało się faktem.
Łącznie, w sezonie 2002/03 Milan rozegrał rekordową liczbę spotkań w europejskim pucharze – 19.
Trzy dni później, po remisie na San Siro 2:2 w rewanżu finału pucharu Włoch z Romą (pierwszy mecz na wyjeździe 4:1 dla Milanu) rossoneri zdobyli puchar swojego kraju pierwszy raz po 26 latach i po raz 5 w historii.
Obrazu sezonu dopełniły: trzecie miejsce w Serie A oraz czwarty Superpuchar Europy, zdobyty w sierpniu po zwycięstwie 1:0 nad FC Porto.

#### Sezon 2003/2004
| W nowym sezonie rozgrywającym Milanu został Brazylijczyk Kaká. Bardzo dobra gra tego zawodnika, atak dowodzony przez Andrija Szewczenkę oraz obrona z Nestą i Maldinim sprawiła, że liga zakończyła się sukcesem Mediolańczyków, którzy dodatkowo ustanowili rekord zdobytych punktów w jednym sezonie – 82. O 11 punktów wyprzedzili Romę, z którą wygrali 1:0 w meczu zapewniającym im tytuł. \| Mistrzowski skład Milanu 2004: Dida, Valerio Fiori, Christian Abbiati – Cafú, Paolo Maldini, Kacha Kaladze, Alessandro Costacurta, Alessandro Nesta, Dario Simić, Martin Laursen, Giuseppe Pancaro – Gennaro Gattuso, Rui Costa, Christian Brocchi, Fernando Redondo, Clarence Seedorf, Andrea Pirlo, Kaká, Massimo Ambrosini, Serginho, Ignazio Abate – Andrij Szewczenko, Filippo Inzaghi, Jon Dahl Tomasson, Marco Borriello \| Szewczenko po raz drugi został królem strzelców ligi, jak za pierwszym razem strzelając 24 gole. Podczas ostatniego meczu, 16 maja, wygranego 4:2 z Brescią, karierę zakończył były gracz Milanu, a wówczas Brescii, Roberto Baggio. |
| Mistrzowski skład Milanu 2004: Dida, Valerio Fiori, Christian Abbiati – Cafú, Paolo Maldini, Kacha Kaladze, Alessandro Costacurta, Alessandro Nesta, Dario Simić, Martin Laursen, Giuseppe Pancaro – Gennaro Gattuso, Rui Costa, Christian Brocchi, Fernando Redondo, Clarence Seedorf, Andrea Pirlo, Kaká, Massimo Ambrosini, Serginho, Ignazio Abate – Andrij Szewczenko, Filippo Inzaghi, Jon Dahl Tomasson, Marco Borriello |

Do pełni szczęścia zabrakło obrony europejskiego trofeum, jednak Milan odpadł w ćwierćfinale przegrywając z Deportivo La Coruña aż 0:4. Porażka tym bardziej bolesna, że w pierwszym meczu na własnym boisku Mediolańczycy wygrali 4:1 i byli pewni awansu. Także Puchar Interkontynentalny nie został zdobyty – Milan przegrał po rzutach karnych z Boca Juniors. Natomiast w Coppa Italia Mediolańczycy przegrali oba mecze półfinałowe z S.S. Lazio.
Mimo niepowodzenia w pucharach, sezon został uznany za bardzo udany. W ciągu 2 lat Milan zdobył aż 5 trofeów, dorównując dawnym, równie utytułowanym składom rossonerich. Wszystko to osiągnął Milan, posiadając jedną z najstarszych linii obronnych w Europie – Maldini, Stam, Cafú, Serginho i Costacurta – już wtedy każdy z nich miał ponad 30 lat.

#### Sezon 2004/2005
Zespół wzmocnił reprezentant Argentyny, Hernán Crespo. Za rok 2004 Złotą Piłkę raczej niespodziewanie zdobył Andrij Szewczenko. Milan rozgrywał bardzo dobre mecze w lidze, jednak ostatecznie musiał uznać wyższość Juventusu. W decydującym meczu, 8 maja, przegrał z Turyńczykami na własnym boisku 0:1.
Wiele ciekawych rzeczy działo się natomiast w rozgrywkach Ligi Mistrzów. W derbowym ćwierćfinale Milan otrzymał walkower kosztem Interu za przerwanie meczu spowodowane zamieszkami ze strony kibiców drużyny przeciwnej. W półfinale, po zwycięstwie u siebie nad PSV Eindhoven, w rewanżowym spotkaniu Milan zagrał bardzo słabo. Dopiero w doliczonym czasie gry gol Ambrosiniego dał Mediolańczykom awans do finału.
W finale z Liverpoolem rossoneri prowadzili do przerwy 3:0, by zremisować ostatecznie 3:3 i przegrać po rzutach karnych.

### Ostatnie lata (2005-2007)

#### Sezon 2005/2006
Po awansie z grupy Ligi Mistrzów i pokonaniu Bayernu Monachium, Milan awansował do ćwierćfinału tych rozgrywek. Tym samym został jedynym klubem, który w latach 2003-2006 4 razy z rzędu znalazł się minimum w najlepszej ósemce Europy. Po wyeliminowaniu zespołu z Lyonu (0:0 i 3:1, decydujące bramki Inzaghiego i Szewczenki w 88. i 91. minucie), Milan w półfinale trafił na Barcelonę.
Mediolański klub odpadł po zaciętych meczach (0:1 i 0:0) z, jak się później okazało, późniejszym triumfatorem. W tym drugim meczu niemiecki arbiter Markus Merk nie uznał prawidłowo zdobytej bramki Szewczenki, co oficjalnie potwierdziła później europejska federacja. Sam Szewczenko został królem strzelców tej edycji rozgrywek, zdobywając 9 bramek.
W Serie A Milan grał dobrze, lecz znowu przegrał walkę o mistrzostwo z Juventusem, który znakomicie rozpoczął sezon serią zwycięstw. Pościg w trakcie sezonu (Milan miał już 11 punktów straty) zaowocował wicemistrzostwem Włoch, jednak do tytułu mistrzowskiego zabrakło 3 punktów. Juventus przegrał swój jedyny mecz w Serie A właśnie z Milanem – 1:3 w październiku na San Siro.
W rankingu klubowym IFFHS Milan zajął pierwsze miejsce, po raz drugi w historii.
W Pucharze Włoch zespół odpadł w 1/4 finału. Dobra gra zarówno w lidze jak i europejskich pucharach zaowocowała powołaniem pięciu graczy Milanu do reprezentacji Włoch na Mistrzostwa Świata w Niemczech. Tam Mediolańczycy w znaczący sposób przyczynili się do zdobycia przez Italię czwartego tytułu najlepszej drużyny świata.
Na fotel prezesa klubu powrócił Silvio Berlusconi, obejmując tym samym stanowisko nieobsadzone przez poprzednie 2 lata.
Po zakończeniu sezonu okazało się, że Milan, Juventus, S.S. Lazio i ACF Fiorentina zamieszane są w aferę Calciopoli. Włoska federacja piłkarska odebrała karnie klubowi 44 zdobyte punkty, co przesunęło zespół na ósmą pozycję w tabeli i wykluczało rossonerich z europejskich pucharów, mimo że klub został potraktowany przez sąd najłagodniej ze wszystkich zamieszanych zespołów. Ostatecznie, po uwzględnieniu apelacji władz klubu i po odebraniu 30 punktów, Milan uplasował się na trzeciej pozycji w tabeli. Sezon 2006/07 rozpoczął z ośmioma ujemnymi punktami.
Ukarani zostali także działacze Milanu – wiceprezesa Adriana Gallianiego zawieszono na dziewięć miesięcy. Główny podejrzany, klubowy działacz Leandro Meani, otrzymał karę dwuipółrocznego zawieszenia.
Po zakończeniu sezonu zespół opuścił Andrij Szewczenko, który podczas sześciu i pół roku gry w Milanie zdobył 173 bramki co dało mu drugie miejsce w historii klubu. Jego miejsce zajął brazylijski napastnik Ricardo Oliveira, który według klubowych władz miał zostać jego godnym następcą.

#### Sezon 2006/2007
Startując w kwalifikacjach do Ligi Mistrzów rossoneri po raz ósmy z rzędu zaliczyli występ w europejskich pucharach (rekord klubu). Po wyeliminowaniu Crvenej Zvezdy Belgrad Milan po raz kolejny wziął udział w rozgrywkach grupowych.
Zespół rozpoczął sezon znakomicie – wygrał pierwsze 6 spotkań (po 3 w Serie A i Lidze Mistrzów). Zniwelował w tym momencie ośmiopunktową karę w lidze włoskiej za udział w aferze Calciopoli, wychodząc na plus. W kolejnych trzech spotkaniach zawodnicy nie potrafili jednak strzelić bramki, chociaż też żadnej nie stracili.
Pod koniec października przyszło załamanie formy – od meczu z US Palermo (0:2), aż do spotkania z AEK Ateny (0:1) Milan w 9 spotkaniach poniósł aż 5 porażek. Na dodatek odwołanie od nałożonej kary punktowej nie przyniosło skutku – Milan zachował karę 8 punktów, mimo że pozostałym klubom kara została zmniejszona.
Dawało znać o sobie zmęczenie zawodników – mnogość gier spowodowała, że pod koniec listopada mediolański zespół miał na koncie aż 22 rozegrane spotkania. Ilość meczów oraz plaga kontuzji, jaka spotkała zespół, spowodowała konieczność wprowadzenia do zespołu zawodników z juniorskiej drużyny Milanu. Odświeżyło to nieco formę zespołu, który wygrywając dwukrotnie z Brescią zapewnił sobie awans do ćwierćfinału Pucharu Włoch. Mimo trudności w lidze całkiem nieźle szło zespołowi w rozgrywkach Ligi Mistrzów, gdzie na kolejkę przed końcem zapewnił sobie awans do 1/8 finału z pierwszego miejsca w grupie (po raz 7. z rzędu rossoneri zagrali w tej fazie rozgrywek europejskich pucharów). Rywalem Milanu został Celtic Glasgow.
W przerwie zimowej do zespołu trafili m.in. Ronaldo z Realu Madryt oraz aktualny mistrza świata, Massimo Oddo z S.S. Lazio. Milan został wyeliminowany z Pucharu Włoch w półfinale po dwumeczu z Romą. Natomiast w Lidze Mistrzów mediolańczycy pokonywali kolejne przeszkody: Celtic Glasgow (0:0 na wyjeździe i 1:0 u siebie po dogrywce) oraz Bayern Monachium (2:2 u siebie i 2:0 na wyjeździe). Milan był jedynym klubem, który w pięciu ostatnich sezonach wystąpił w ćwierćfinałach Pucharu Europy.
W półfinale europejskich rozgrywek przeciwnikiem Milanu był angielski Manchester United. Pierwsze spotkanie rozgrywane w Manchesterze zakończyło się zwycięstwem gospodarzy 3:2. Oba zespoły zagrały bardzo dobry mecz, a angielski zespół strzelił zwycięską bramkę już w doliczonym czasie gry. Rewanż na San Siro okazał się perfekcyjny w wykonaniu Milanu. Włoski zespół wygrał 3:0 rozgrywając najlepszy – według wielu obserwatorów – mecz w ciągu ostatnich kilku sezonów, całkowicie dominując na boisku nad jednym z faworytów rozgrywek.
W rundzie wiosennej rozgrywek Serie A rossoneri walczyli z Empoli FC, Fiorentiną i US Palermo o czwarte miejsce, dające prawo do gry w kwalifikacjach Ligi Mistrzów w przyszłym sezonie. W kwietniu Milan po raz pierwszy w sezonie znalazł się w pierwszej czwórce, a następnie powiększał przewagę nad rywalami, w praktyce zapewniając sobie udział w przyszłorocznych kwalifikacjach pucharowych. 13 maja Paolo Maldini jako pierwszy piłkarz w historii Serie A rozegrał mecz nr 600 w lidze włoskiej.
23 maja na Stadionie Olimpijskim w Atenach Milan rozegrał finałowe spotkanie Ligi Mistrzów. Przeciwnikiem mediolańczyków był, podobnie jak 2 sezony wcześniej, Liverpool. Po dwóch bramkach Filippo Inzaghiego rossoneri wygrali 2:1 i po raz 7 w historii zostali najlepszą klubową drużyną w Europie. Po raz 8 w finale Pucharu Europy wystąpił Maldini, zaliczając jednocześnie piąte zwycięstwo w tych rozgrywkach.
| 23 maja 2007, finał Pucharu Europy: A.C. Milan – Liverpool F.C. 2:1 (1:0) - Bramki: 1:0 Inzaghi 45', 2:0 Inzaghi 82', 2:1 Kuyt 89' - Skład Milanu: [1] Dida – [44] Massimo Oddo, [13] Alessandro Nesta, [3] Paolo Maldini (kapitan), [18] Marek Jankulovski ([4] Kacha Kaladze 80') – [8] Gennaro Gattuso, [21] Andrea Pirlo, [23] Massimo Ambrosini, [10] Clarence Seedorf ([19] Giuseppe Favalli 90+2') – [22] Kaká, [9] Filippo Inzaghi ([11] Alberto Gilardino 88') |

Sezon ligowy rossoneri zakończyli bilansem: 19 zwycięstw, 12 remisów i 7 porażek. Strzelili 57 bramek, tracąc 36.

#### Sezon 2007/2008
Sezon 2007/08 Milan rozpoczął od zdobycia piątego w swojej historii Superpucharu Europy (europejski rekord) po zwycięstwie nad Sevillą FC 3:1. Ponieważ mediolański zespół osiągnął taką liczbę triumfów w tych rozgrywkach jako pierwszy w Europie, otrzymał prawo do zatrzymania tego trofeum na własność. Jednocześnie rossoneri zostali najbardziej utytułowaną drużyną w historii (17 międzynarodowych trofeów, tyle samo co Boca Juniors).
W grudniu zespół Milanu weźmie udział w klubowych mistrzostwach świata, które zostaną rozegrane w Jokohamie. 13 grudnia Mediolańczycy rozegrają mecz półfinałowy, a po trzech dniach zagrają w finale lub w meczu o trzecie miejsce.
Od sezonu 2001/02 do 2006/07 Milan 6 razy z rzędu kwalifikował się minimum do ćwierćfinałów europejskich pucharów, co jest klubowym rekordem. W wymienionych latach w każdym sezonie były to najlepsze występy ze wszystkich włoskich zespołów grających w rozgrywkach pucharowych.